# Haluzice
Obec Haluzice se nachází v okrese Zlín ve Zlínském kraji. Žije zde 82 obyvatel.

## Historie
První písemná zmínka o obci pochází z roku 1261.

## Pamětihodnosti
- Zvonice

## Galerie

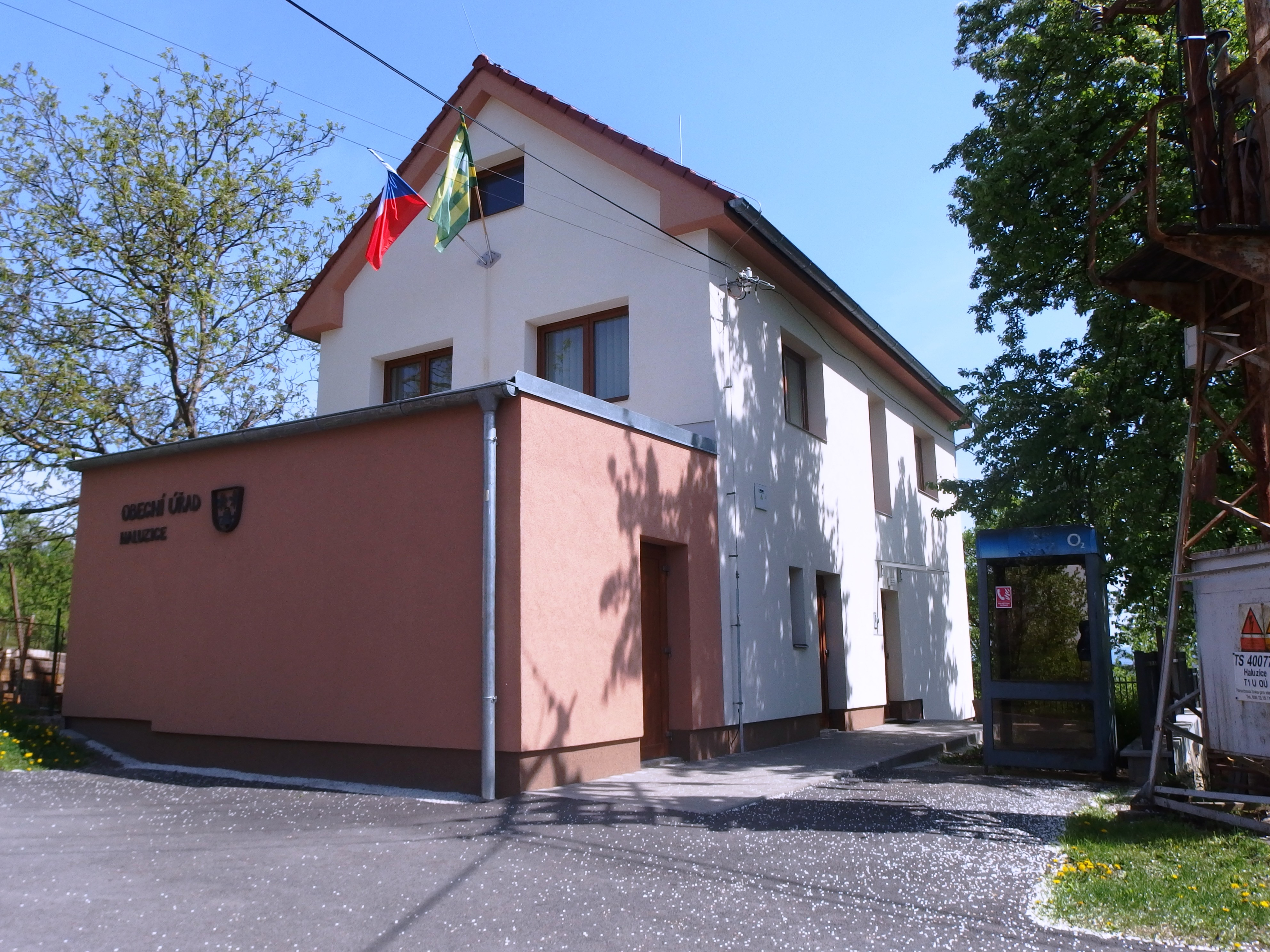
Obecní úřad
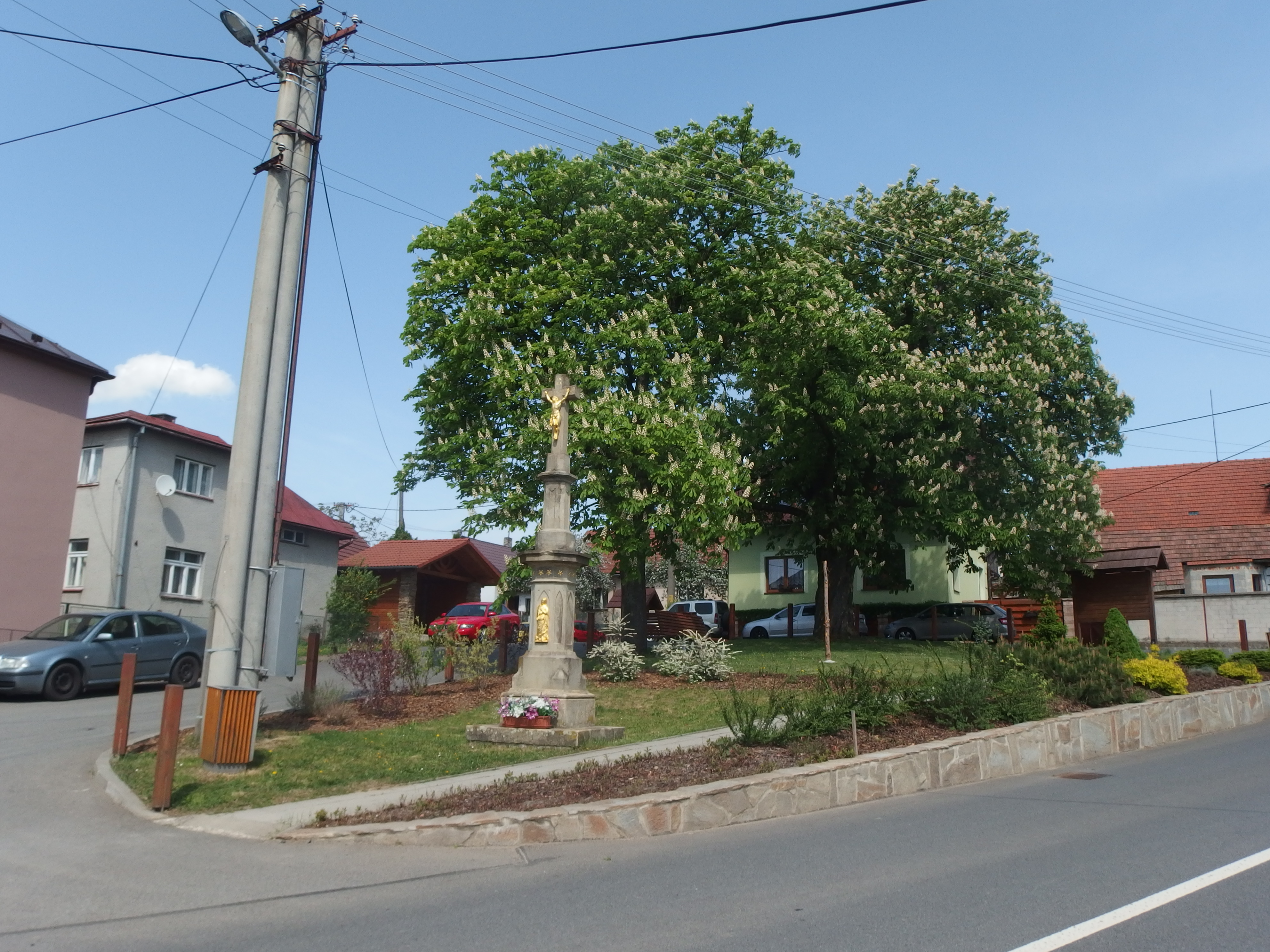
Náves
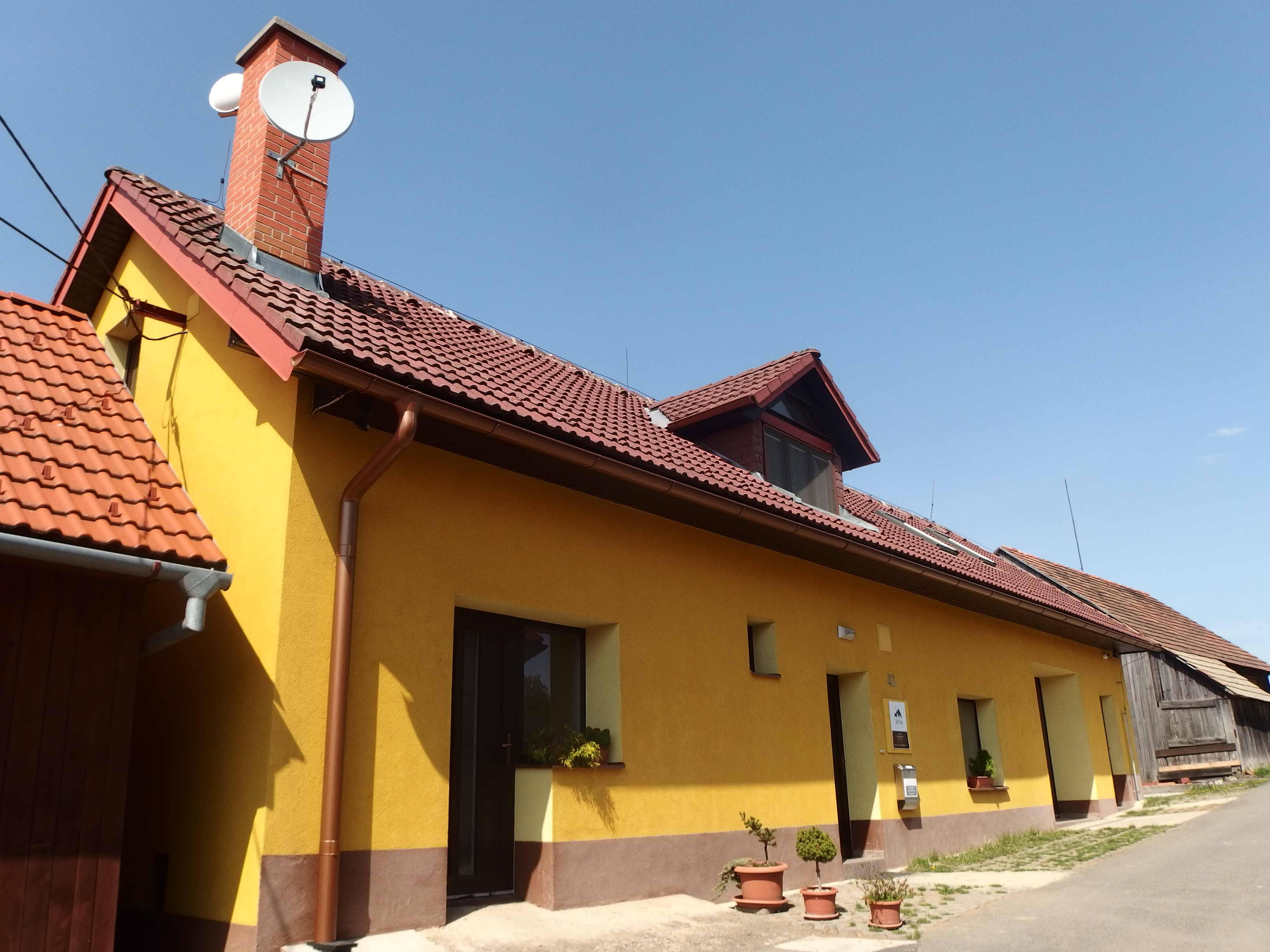
Penzion Chalupa Kotár
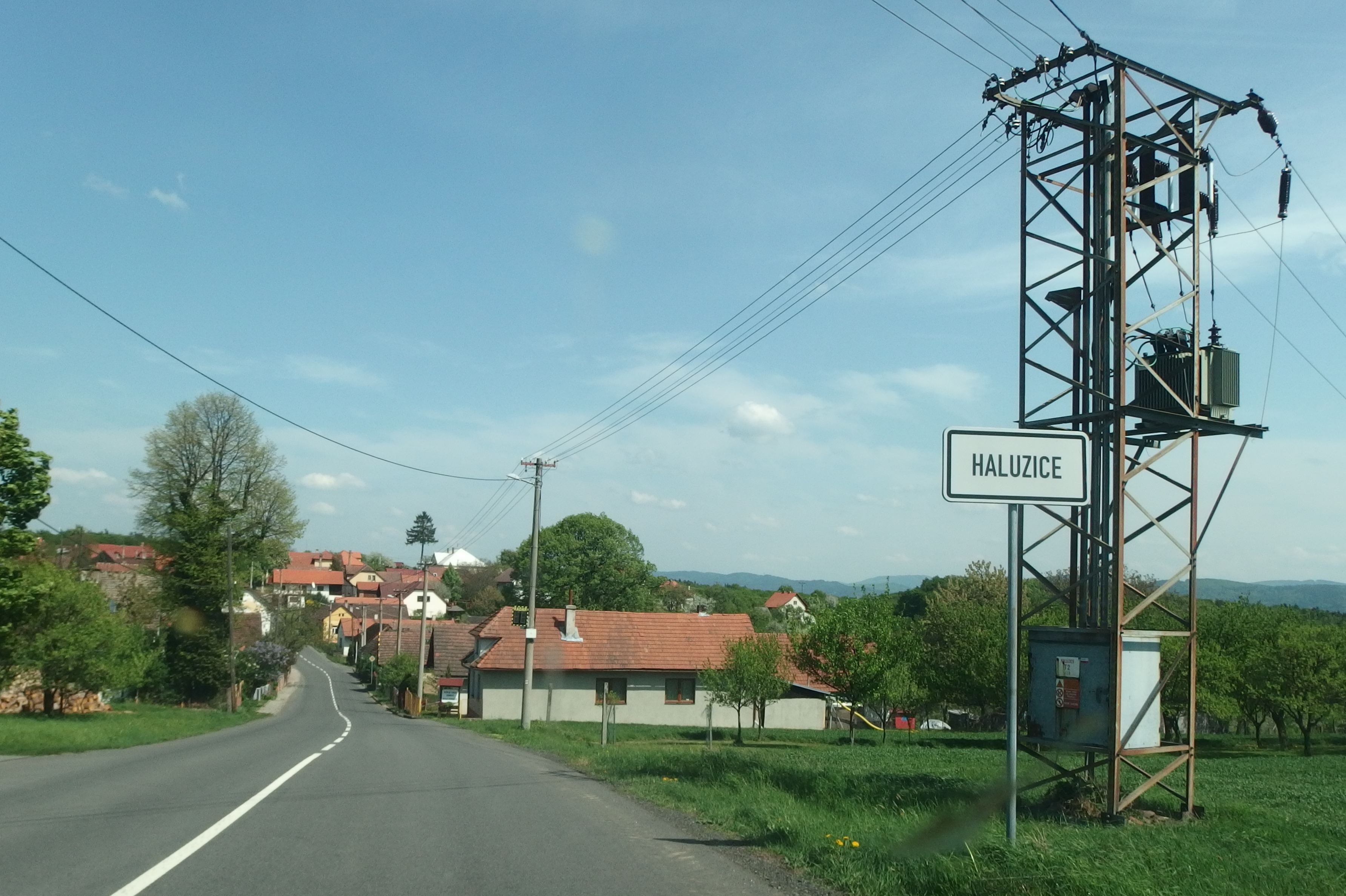
Příjezd od západu